# Педурець
Педурець, Педуреці (рум. Pădureți) — село у повіті Арджеш в Румунії. Входить до складу комуни Лунка-Корбулуй.
Село розташоване на відстані 108 км на захід від Бухареста, 23 км на південь від Пітешть, 84 км на північний схід від Крайови, 129 км на південний захід від Брашова.

## Населення
За даними перепису населення 2002 року у селі проживали 455 осіб, усі — румуни. Усі жителі села рідною мовою назвали румунську.